# Franska orden Mérite agricole
Franska orden Mérite agriculture (svenska: "jordbruksmeriters orden") är en fransk orden som grundades den 7 juni 1883. Då var orden den näst högsta efter Hederslegionen. Orden delas ut för speciella meriter inom jordbruk, till exempel utvecklande av jordbrukspraxis eller vetenskaplig forskning som gäller jordbruk.
Antalet nya mottagare har en årlig begränsning för varje grad. Den som nomineras till riddare ska vara åtminstone 30 år gammal och ha åtminstone 15 års erfarenhet av jordbruk. Befordran till officer sker tidigast efter 5 år, och från officer till kommendör tidigast efter 10 år.
Orden består av tre grader (årlig kvot för nya nomineringar i parentes):
- kommendör
- officerare
- riddare